# Veliskovce
Veliskovce (horvátul: Veliškovci) falu Horvátországban, Eszék-Baranya megyében. Közigazgatásilag Belistyéhez tartozik.

## Fekvése
Eszéktől légvonalban 31, közúton 36 km-re északnyugatra, Alsómiholjáctól légvonalban 14, közúton 15 km-re délkeletre, községközpontjától légvonalban 6, közúton 7 km-re nyugatra, a Szlavóniai-síkság szélén, a Karasica jobb partja közelében fekszik. 

## Története
Belistye város hivatalos oldala szerint Veliskovce első írásos említése a 15. század közepén történt, amikor a Marótiak birtokaként a valpói uradalom része volt. 1543-ban Valpó várával egyidejűleg foglalta el a török. A török uralom idején kálvinista magyarok lakták. Szpáhibirtok volt, utolsó ura egy Ahmed nevű valpói szpáhi volt. 1687-ben szabadult fel a török uralom alól. A valpói uradalom részeként kamarai birtok volt, majd 1721. december 31-én III. Károly az uradalommal együtt Hilleprand von Prandau Péter bárónak adományozta. A Prandau család a 19. század elején a környező erdők és földek megművelésére Bácskából és Bánátból németeket telepített ide, akik kialakították a település mai arculatát.
Az első katonai felmérés térképén „Velishkovcze” néven található. Lipszky János 1808-ban Budán kiadott repertóriumában „Veliskovcze” néven szerepel.  Nagy Lajos 1829-ben kiadott művében „Veliskovcze” néven 90 házzal, 542 katolikus vallású lakossal találjuk.
A római katolikus plébániát 1840-ben alapították, a mai templomot 1902-ben építették.
A településnek 1857-ben 546, 1910-ben 621 lakosa volt. Verőce vármegye Eszéki járásához tartozott. Az 1910-es népszámlálás adatai szerint lakosságának 54%-a német, 42%-a horvát anyanyelvű volt. A település az első világháború után az új szerb-horvát-szlovén állam, majd később (1929-ben) Jugoszlávia része lett. A második világháború idején a német lakosságot a partizánok elüldözték. Akik nem menekültek el időben, azokat korra és nemre való tekintet nélkül háborús bűnössé nyilvánították és 1945 májusában a valpói fogolytáborba hurcolták. A fogolytábort túlélő németeket Ausztriába és Németországba deportálták. Helyükre a szocialista Jugoszlávia megalakulása után a Zagorje vidékéről horvátok érkeztek a településre. Néhány család Boszniából is érkezett. 1991-ben lakosságának 96%-a horvát nemzetiségű volt. 2011-ben 685 lakosa volt. A falu központjában a plébániatemplom a legrégibb épület, mellette építették fel a horvát házat. Ugyanebben az épületben alakították ki a tűzoltószerházat és rajta kívül még egy üzlet és egy családi gyógyszertár is található itt. Az épület felső részén a kulturális és művészeti egyesület helyiségei lettek elhelyezve. A legfiatalabb lakosok rendelkezésére áll még három jól felszerelt játszótér, egy nyolcosztályos általános iskola és egy tornaterem.

## Lakossága
| Lakosság változása | Lakosság változása | Lakosság változása | Lakosság változása | Lakosság változása | Lakosság változása | Lakosság változása | Lakosság változása | Lakosság változása | Lakosság változása | Lakosság változása | Lakosság változása | Lakosság változása | Lakosság változása | Lakosság változása | Lakosság változása |
| ------------------ | ------------------ | ------------------ | ------------------ | ------------------ | ------------------ | ------------------ | ------------------ | ------------------ | ------------------ | ------------------ | ------------------ | ------------------ | ------------------ | ------------------ | ------------------ |
| 1857               | 1869               | 1880               | 1890               | 1900               | 1910               | 1921               | 1931               | 1948               | 1953               | 1961               | 1971               | 1981               | 1991               | 2001               | 2011               |
| 546                | 602                | 562                | 595                | 603                | 621                | 596                | 607                | 852                | 876                | 850                | 886                | 833                | 785                | 717                | 685                |

## Gazdaság
A faluban sikeres mezőgazdasági központ működik, ezen kívül öt kézműves műhely és harminc családi gazdaság található itt. A gazdaságok tulajdonosai állattenyésztéssel, üvegházi növénytermesztéssel, zöldségtermesztéssel, juhtenyésztéssel és egyéb tevékenységekkel foglalkoznak.

## Nevezetességei
- Szent Rókus tiszteletére szentelt római katolikus plébániatemploma 1902-ben épült a neves horvát származású, soproni születésű építész Vancás József tervei szerint. Három oltára van, melyek közül kiemelkedik a főoltár, melynek Szent Rókus oltárképe Mato Celestin Medović híres horvát festőművész alkotása. A plébániát 1840-ben alapították, Gát és Tiborjánc falvak tartoznak még hozzá.

- A faluban három védett népi építészeti műemlék is található.

## Kultúra
A KUD „Ante Evetović Miroljub” Veliskovce, Gát és Tiborjánc kulturális és művészeti egyesület 1990-ben alakult. Jelenleg mintegy 80 aktív tagot számlál, akik tamburazenekar, énekkar és színjátszó csoportokban tevékenykednek. A Slavonska grana énekkart 2013-ban alapították. Az énekkarnak 20 tagja van, eredeti, régi szlavóniai dalokat adnak elő zenekari kíséret nélkül. Az egyesület keretében működik a „Divani” csoport is, mely a szlavóniai néppel kapcsolatos verseket, monológokat, sokác népi játékokat ad elő.

## Oktatás
A falu első iskoláját 1842-ben alapították. A mai iskolaépületet 2004-ben építették, majd 2011-ben tornatermet építettek hozzá. A nyolcosztályos iskola ma a belistyei Ivan Kukuljević általános iskola területi iskolája.

## Sport
Az NK Croatia Veliškovci labdarúgóklubot 1946-ban alapították. A csapat a megyei 2. ligában szerepel.

## Egyesületek
A település önkéntes tűzoltó egyesületét 1926-ban alapították.